# Fabian Steinheil
El Conde Fabian Gotthard von Steinheil (en ruso: Фадде́й Фёдорович Ште́йнгель, Faddéy Fyodorovich Shteyngel; 14 de octubre de 1762 - 23 de febrero de 1831) fue un alemán del Báltico que sirvió como oficial del Ejército ruso, y como Gobernador General de Finlandia entre 1810 y 1824.
Steinheil nació en Hapsal, Estonia. La familia de su padre provenía de la región del Alto Rin en Alemania (donde habían sido burgueses y funcionarios en su ciudad de origen); y su madre provenía de una rama cadete de la antigua Casa del Báltico de Tiesenhausen, hija del noble Fromhold Fabian Tiesenhausen, Señor de Orina en Estonia. El tío y el padre de Stenheil habían recibido el título de barón de las autoridades imperiales.
Fabian von Steinheil se convirtió en teniente en el Ejército Imperial Ruso en 1782. Tomó parte en la guerra en Finlandia en 1788 y en 1791-92 trabajó en la construcción de fortificaciones en la Vieja Finlandia, después de lo cual sirvió como cartógrafo militar.
Se convirtió en Mayor General en 1789 y tomó parte en las campañas en Prusia en 1806-1807 y Polonia en 1805-1807. Se convirtió en Teniente General en 1807 y comandó las tropas rusas en Åland en 1809 durante la Guerra finlandesa.
En 1810 fue designado Gobernador General de Finlandia, sucediendo al Príncipe Miguel Andrés Barclay de Tolly. Fue bien considerado por la población finlandesa y fue hecho conde en 1812. En 1813 tomó parte en la guerra contra Napoleón como el comandante de un ejército en Curlandia y Livonia, y fue sucedido como Gobernador General por el influyente Conde Gustaf Mauritz Armfelt. Sin embargo, debido a la frágil salud de Armfelt, Steinheil pronto retornó al puesto de Gobernador General, que mantuvo hasta 1824, siendo entonces sucedido por el Conde Arseny Zakrevsky.
Permaneció en Finlandia y murió en Helsinki en 1831.

## Honores y condecoraciones
- Caballero de la Orden de San Alejandro Nevski
- Orden de Santa Ana, 1.ª clase
- Orden de San Vladimir, 2.ª clase
- Espada Dorada por Valentía
- Orden de San Jorge, 3.ª clase
- Orden de San Jorge, 4.ª clase
- Orden del Águila Roja, 1.ª clase

- Datos: Q668098
- Multimedia: Fabian Gotthard von Steinheil / Q668098